# Eta Leporis
Eta Leporis (η Leporis, kurz η Lep, auch 16 Leporis und Gliese 225) ist ein Hauptreihenstern der Spektralklasse F im Sternbild Hase. Mit einer Entfernung von annähernd 49 Lichtjahren gehört er noch zur stellaren Nachbarschaft der Sonne. Mit einer scheinbaren Helligkeit von 3,72 mag ist Eta Leporis mit bloßem Auge etwas südwestlich des hellen Sterns Saiph im Sternbild Orion bzw. westlich von Arneb (Alpha Leporis) zu sehen.
Mit dem Spitzer-Weltraumteleskop wurde ein Infrarotexzess um Eta Leporis beobachtet, der auf eine Trümmerscheibe zurückgeführt wird, die sich in 1 bis 16 AE Abstand vom Stern erstreckt.